# Anulotaia mekongensis
Anulotaia mekongensis е вид охлюв от семейство Viviparidae.

## Разпространение и местообитание
Този вид е разпространен в Камбоджа и Тайланд.
Обитава сладководни басейни и реки.